# 楽 (アルバム)
『楽 <RAKU>』（らく）は、爆風スランプが1986年10月22日にCBS/SONYから発売された3枚目のオリジナル・アルバム。

## 収録曲
| 全作詞: サンプラザ中野。 |                                      |                |                |                        |      |
| #                        | タイトル                             | 作詞           | 作曲           | 編曲                   | 時間 |
| 1.                       | 「追え!!」                           | サンプラザ中野 | パッパラー河合 | 爆風スランプ           | 1:36 |
| 2.                       | 「まっくろけ」                       | サンプラザ中野 | ファンキー末吉 | 中村哲                 | 4:14 |
| 3.                       | 「黎明」                             | サンプラザ中野 | パッパラー河合 | 中村哲                 | 4:25 |
| 4.                       | 「天国列車で行こう」                 | サンプラザ中野 | 江川ほーじん   | 中村哲                 | 4:05 |
| 5.                       | 「Yeah! 年末」                       | サンプラザ中野 | ファンキー末吉 | 中村哲                 | 4:02 |
| 6.                       | 「楽」                               | サンプラザ中野 | パッパラー河合 | 爆風スランプ           | 3:38 |
| 7.                       | 「おはようくん」                     | サンプラザ中野 | パッパラー河合 | バナナ、爆風スランプ   | 3:55 |
| 8.                       | 「日本一いい気なラヴ・ソング」       | サンプラザ中野 | 江川ほーじん   | 中村哲                 | 5:01 |
| 9.                       | 「1986年の背泳」                     | サンプラザ中野 | パッパラー河合 | バナナ                 | 5:02 |
| 10.                      | 「ラクダのコブには満月がよく似合う」 | サンプラザ中野 | ファンキー末吉 | 福田裕彦、爆風スランプ | 4:12 |
| 合計時間:                | 合計時間:                            | 合計時間:      | 合計時間:      | 40:10                  |      |

| 全作詞: サンプラザ中野。 |                                      |                |                |                        |      |
| #                        | タイトル                             | 作詞           | 作曲           | 編曲                   | 時間 |
| 1.                       | 「追え!!」                           | サンプラザ中野 | パッパラー河合 | 爆風スランプ           | 1:36 |
| 2.                       | 「まっくろけ」                       | サンプラザ中野 | ファンキー末吉 | 中村哲                 | 4:13 |
| 3.                       | 「黎明」                             | サンプラザ中野 | パッパラー河合 | 中村哲                 | 4:25 |
| 4.                       | 「天国列車で行こう」                 | サンプラザ中野 | 江川ほーじん   | 中村哲                 | 4:05 |
| 5.                       | 「Yeah! 年末」                       | サンプラザ中野 | ファンキー末吉 | 中村哲                 | 3:59 |
| 6.                       | 「楽」                               | サンプラザ中野 | パッパラー河合 | 爆風スランプ           | 3:38 |
| 7.                       | 「おはようくん」                     | サンプラザ中野 | パッパラー河合 | バナナ、爆風スランプ   | 3:55 |
| 8.                       | 「日本一いい気なラヴ・ソング」       | サンプラザ中野 | 江川ほーじん   | 中村哲                 | 5:00 |
| 9.                       | 「1986年の背泳」                     | サンプラザ中野 | パッパラー河合 | バナナ                 | 5:01 |
| 10.                      | 「ラクダのコブには満月がよく似合う」 | サンプラザ中野 | ファンキー末吉 | 福田裕彦、爆風スランプ | 4:16 |
| 11.                      | 「らくだ」(ボーナストラック)         | サンプラザ中野 | ファンキー末吉 | 福田裕彦、爆風スランプ | 7:57 |
| 合計時間:                | 合計時間:                            | 合計時間:      | 合計時間:      | 48:05                  |      |

## 曲解説
全曲作詞：サンプラザ中野
1. 追え!!
2. まっくろけ
7thシングル
3. 黎明
4. 天国列車で行こう
のちに「愛がいそいでる」のB面曲としてシングルカット。
5. Yeah! 年末
河合曰く「曲も詞も好きだけど、全く演奏されていない運命の曲。」
6. 楽
7. おはようくん
8. 日本一いい気なラヴ・ソング
9. 1986年の背泳
「まっくろけ」B面曲。
10. ラクダのコブには満月がよく似合う
11. らくだ
2013年盤のみ収録。